# West Sale Airport
West Sale Airport är en flygplats i Australien. Den ligger i regionen Wellington och delstaten Victoria, omkring 180 kilometer öster om delstatshuvudstaden Melbourne. West Sale Airport ligger 19 meter över havet.
Närmaste större samhälle är Sale, nära West Sale Airport. 
Trakten runt West Sale Airport består till största delen av jordbruksmark. Runt West Sale Airport är det ganska tätbefolkat, med 70 invånare per kvadratkilometer. Genomsnittlig årsnederbörd är 803 millimeter. Den regnigaste månaden är juni, med i genomsnitt 162 mm nederbörd, och den torraste är juli, med 25 mm nederbörd.